# آنا تورف
آنا تورف (بالإنجليزية: Anna Torv)‏ ممثلة أسترالية قدمت الكثير من الأعمال على المسرح قبل أن تٌعرف بتأديتها دور العميلة أوليفيا دونهام في مسلسل العلوم الهامشية.

## نشأتها
آنا تورف ولدت في ملبورن، فيكتوريا. لسوزان وهانز تورف، ونشأت في غولد كوست في كوينزلاند . والد آنا من أصول استوانية لكنه ولد في اسكتلندا، ولديها شقيق أصغر يدعى ديلان. تركها والدها هانز تورف منذ أن كان عمرها 8 سنوات.

## التعليم
تخرجت تورف من مدرسة ولاية بيونا الثانوية في عام 1996. تخرجت من أستراليا في المعهد الوطني للفنون المسرحية (NIDA) مع شهادة البكالوريوس في الفنون المسرحية في عام 2001.

## السيرة المهنية
في عام 2004 ظهرت في مسلسل الدراما الأسترالي (بالإنجليزية: The Secret Life Of Us)‏، وظهرت في مسلسل العشيقات (بالإنجليزية: Mistresses)‏ على البي بي سي، كما أنها أدت صوت لدور ناريكو (بالإنجليزية: Nariko)‏ في لعبة السيف السموراي (بالإنجليزية: Heavenly Sword)‏، ولعبت أيضا دور العميلة أوليفيا دونهام في الهامشية حيث ظهرت في جميع الحلقات لمدة خمسة مواسم. قدمت أداء متميز بدور فريجينا قري في المسلسل القصير (بالإنجليزية: The Pacific)‏ من إنتاج قناة HPO، وفازت بجائزة زحل لأفضل ممثلة صاعدة عام 2010.
قامت بتمثيل دور سيدة في مسلسل الموعد النهائي غاليبولي 2015 .
الحياة الشخصية«»
في ديسمبر 2008 . تزوجت زميلها في مسلسل الهامشية ‹ مارك فالي›. وانفصلا بعد عام واحد من الزواج.

## أقوالها
- الجميع يصبح مضحكا إذا كنت تحبهم.
- قرأت الخيال فقط، لذا لا لست ملمه بالواقع.
- نعم أعتقد اني مقتصدة ليس لأني أحاول، بل لأني لست محبة للأحذية.
- أنا لست من نوعية «لا مشكلة، يمكنني فعلها» لا بل أحب أن يفتح لي الباب.
- عندما يحمل شخص حقيبتك في أستراليا فإنه يقدم لك معروف، هنا دائما ما أغضب على نفسي عندما أنسى ان اعطي البقشيش.[6]

## وصلات خارجية
- آنا تورف على موقع IMDb (الإنجليزية)
- آنا تورف على موقع ألو سيني (الفرنسية)
- آنا تورف على موقع تيرنر كلاسيك موفيز (الإنجليزية)
- آنا تورف على موقع أول موفي (الإنجليزية)
- آنا تورف على موقع إن إن دي بي (الإنجليزية)
- آنا تورف على موقع قاعدة بيانات الفيلم (الإنجليزية)
- آنا تورف على موقع كينوبويسك (الروسية)